# تاتيانا إيفانينكو
تاتيانا إيفانينكو (31 ديسمبر 1941 - 5 فبراير 2021) كانت ممثلة صوت سوفيتية وروسية بين عامي 1966 و2000. كانت ممثلة في مسرح تاجانكا من عام 1966 حتى نهاية التسعينيات.
توفيت فاسيليفنا إيفانينكو في موسكو في 5 فبراير 2021 عن عمر يناهز 79 عامًا.